# El dúo imperio
El dúo Imperio  es una serie de dos libros escrita por Orson Scott Card bajo licencia de la compañía de videojuegos Chair Entertainment, comenzando por Imperio en 2006. La secuela Imperio oculto fue editada el 22 de diciembre de 2009.

## Videojuego
Shadow Complex, lanzado en 2009, es un videojuego basado en el mundo de la serie Imperio.